# Joseph B. Wirthlin
Joseph Bitner Wirthlin (11 de junio de 1917 - 1 de diciembre de 2008) fue un empresario estadounidense, un líder religioso y miembro del Quórum de los Doce Apóstoles de La Iglesia de Jesucristo de los Santos de los Últimos Días.

## Biografía
Joseph Bitner Wirthlin nació el 11 de junio de 1917, en Salt Lake City, Utah, siendo el mayor de los cinco hijos de Joseph L. Wirthlin, que prestó servicio como Obispo Presidente, y de su esposa, Madeline Bitner. Su padre mantenía a la familia con el trabajo de jefe de “Wirthlin’s Inc.”, un comercio mayorista y de venta al por menor de alimentos, mientras que la madre cuidaba a los hijos y los animaba a dedicarse a varias actividades, incluso la música y los deportes. Ambos padres enseñaron a sus hijos la humildad, la honradez, la diligencia, el servicio, la compasión y la fe.
El joven Joseph tenía muchas habilidades pero terminó por preferir los deportes, destacándose en el fútbol [americano], el básquetbol y la pista de carreras. Después de ser el mariscal de campo (quarterback) del equipo de la escuela de enseñanza media superior, pasó a jugar como corredor en posición ofensiva (running back) en la Universidad de Utah durante tres años 5 .
Al élder Wirthlin le gustaba contar desde el púlpito las lecciones que había aprendido cuando era jugador de fútbol. Una muy importante surgió en un partido, durante un campeonato, mientras estaba debajo de diez jugadores que se habían amontonado encima de él. Después de un intento por hacer un tanto que les hubiera dado la victoria, lo atajaron y derribaron con la pelota en la mano, a poca distancia de la línea de gol.
“En ese instante tuve la tentación de empujar la pelota hacia delante [hacia el gol]… habría sido un héroe”, comentaba. Pero entonces recordó las palabras de su madre: “Joseph”, le había dicho muchas veces, “haz lo justo, a pesar de las consecuencias”.
Él deseaba más ser un héroe a los ojos de su madre que a los de sus compañeros de equipo. Así que, “dejé la pelota donde estaba”, dijo, “a cinco centímetros de la línea de gol” 6 .
En 1936, después de terminar la temporada de fútbol, su padre le habló en cuanto a cumplir una misión. En Europa amenazaba la guerra y, si no partía pronto, podía perder la oportunidad de prestar ese servicio.
“Yo… deseaba hacer realidad mi sueño y continuar jugando al fútbol y graduarme en la universidad”, dijo el élder Wirthlin. “Si aceptaba un llamamiento misional, debía abandonarlo todo. En esos días, el llamamiento misional era de treinta meses y sabía que si aceptaba, había una gran probabilidad de que nunca jugara al fútbol otra vez y quizás ni siquiera me graduaría” 7 .
Pero Joseph también soñaba con ser misionero, y sabía lo que debía hacer. Pocos meses después se hallaba en camino a Europa, donde prestó servicio desde 1937 hasta 1939, en las Misiones Germano-Austríaca y Suizo-Austríaca.
Nunca volvió a jugar al fútbol, pero se graduó de administrador de negocios en la universidad. “Sin embargo, no me he arrepentido jamás de haber servido en una misión ni de haberme comprometido a servir al Señor”, afirmó. “Al hacerlo, mi vida ha estado llena de aventuras, de experiencias espirituales y del gozo que sobrepasa todo entendimiento” 8 .
“Un matrimonio perfecto”
Entre las resoluciones que hizo aquella noche de Navidad en Oberndorf, el élder Wirthlin dijo que se iba a casar con una mujer que fuera espiritualmente fuerte y viviera el Evangelio; y describió a su compañero de misión estas características físicas: iba a medir 1,65 m de altura, tener el cabello rubio y los ojos azules. Dos años después de la misión conoció a Elisa Young Rogers, cuyo aspecto se ajustaba perfectamente a la descripción que había hecho de su futura esposa.
“Recuerdo la primera vez que la vi”, dijo en 2006, durante su discurso en una conferencia, dos meses después que ella había muerto. “Para hacerle un favor a un amigo, fui a su casa a buscar a su hermana, Frances. Elisa abrió la puerta y, al menos para mí, fue amor a primera vista.
“Pienso que ella debió haber sentido algo, pues las primeras palabras que recuerdo haberle oído decir fueron: ‘Sabía que habías… sido tú’”.
El élder Wirthlin hacía bromas con respecto a ese error gramatical porque ella estaba estudiando para graduarse en el idioma inglés. Pero, decía: “Hasta hoy atesoro esas palabras como las más hermosas de la lengua humana” 9 .
El 26 de mayo de 1941 se casaron en el Templo de Salt Lake, y durante sesenta y cinco años compartieron lo que el élder Wirthlin llamaba “un matrimonio perfecto” 10 . Ambos se fortalecían, alentaban y sostenían el uno al otro, y se reunían en consejo cuando debían tomar decisiones. El élder Wirthlin nunca salía de la casa sin darle un beso de despedida a Elisa, y todos los días la llamaba por teléfono para ver cómo estaba 11 .
En 1938, el padre del élder Wirthlin fue llamado al Obispado Presidente por lo que, después de regresar de la misión, él tuvo que hacerse cargo del negocio de alimentos que tenía la familia. Más adelante, mientras él y Elisa criaban a sus hijos, dedicaba largas horas a cumplir con las exigencias de su trabajo y de las responsabilidades de la Iglesia. No obstante, su esposa, sus siete hijas y un hijo siguieron siendo su fuente de orgullo y de gozo. Al morir, el élder Wirthlin tenía cincuenta y nueve nietos y cerca de cien bisnietos.
Su amor por los demás
El élder Wirthlin, a quien el presidente Thomas S. Monson se refirió como “un hombre de gran bondad innata” 12 , era una persona amada por todos los que lo conocían. Durante los treinta y tres años que prestó servicio como Autoridad General, incluso los veintidós en que fue Apóstol, esa bondad se manifestaba cuando expresaba su testimonio del Salvador y de Su Evangelio restaurado, tanto con palabras como con acciones.
Con humildad y muchas veces con buen humor, alentaba a los Santos de los Últimos Días a hacer que su vida en la tierra fuera sobresaliente emulando el ejemplo del Salvador; y enseñaba que, para lograrlo, debemos concentrarnos en el individuo, cultivar la bondad y amar a los demás.
“Los momentos más preciados y sagrados de nuestra vida son aquellos que están llenos del espíritu de amor”, enseñó. “Cuanto mayor sea la medida de nuestro amor, mayor será nuestro gozo. Al final, el perfeccionamiento de un amor así es la verdadera medida del éxito en la vida”. Después agregó que para aprender verdaderamente a amar, sólo tenemos que meditar sobre la vida del Salvador 13 .
“Todos estamos atareados”, dijo el élder Wirthlin en otra oportunidad. “Es fácil hallar excusas para no ayudar a los demás, pero me imagino que esas excusas han de sonar tan vanas a nuestro Padre Celestial como la del niño de la escuela primaria que le entregó una nota a la maestra en la que le pedía permiso para ausentarse de las clases desde el 30 hasta el 34 de marzo” 14 .
Además, aconsejaba a los miembros de la Iglesia que tuvieran “diariamente un espíritu de gratitud”, aun cuando enfrentaran adversidades 15 . “…si nos ponemos a pensar en las bendiciones que tenemos, nos olvidaremos de algunas de nuestras preocupaciones”, dijo 16 .
Su testimonio antes de partir
“Quizás haya quienes piensen que las Autoridades Generales raras veces experimentan dolor, sufrimiento o angustia; si tan sólo fuera verdad”, dijo el élder Wirthlin en su último discurso de la conferencia general. “En Su sabiduría, el Señor no protege a nadie del dolor ni de la tristeza” 17 .
Su “mayor pesar” fue causado por la muerte de su amada Elisa. En las horas de soledad que siguieron, recibió fortaleza de “las doctrinas consoladoras de la vida eterna” y de su testimonio de que el tenebroso viernes de la crucifixión del Salvador fue seguido por el esplendoroso domingo de Su resurrección 18 .
Por tener un firme testimonio del sacrificio expiatorio del Salvador, el élder Wirthlin sabía que la muerte no es el fin de la existencia y que a los fieles que han hecho promesas en los templos santos les espera una feliz reunión.
“Todos nos levantaremos de la tumba”, testificó en octubre de 2006; “ese día, mi padre abrazará a mi madre; ese día, volveré a tener en mis brazos a mi amada Elisa” 19 .
Y ese día tendrá la prueba de que el importante compromiso que hizo hace largo tiempo, en aquella fría noche de invierno, ha dado su fruto.
Fotografía por Craig Dimond; borde por Pat Gerber.
Fotografías cortesía de la familia Wirthlin, excepto donde se indique; izquierda: fotografía de una pelota de fútbol por Christina Smith; derecha: fotografía del élder y de la hermana Wirthlin, por Michael Lewis, BYU–Idaho, prohibida la reproducción; pintura por Cloy Kent.
Durante tres años, Joseph B. Wirthlin (el número 4) jugó fue “running back” del equipo de fútbol americano de la Universidad de Utah antes de renunciar a ese deporte y posponer sus estudios para ser misionero en 1937(abajo). Derecha: Joseph B. and Elisa Young Rogers el día de su boda, el 26 de mayo de 1941.
Arriba: La familia Wirthlin en junio de 1999. Izquierda: El élder y la hermana Wirthlin saludan a miembros de la Iglesia después de una reunión devocional durante la Semana de la Educación en la Universidad Brigham Young–Idaho (ex Colegio universitario Ricks), en 1998. Abajo: Cuadro del élder y de la hermana Wirthlin.
Tributos durante el servicio funerario
“Lo amaba como a un hermano, y lo extraño. A través de los años, Joseph y yo prestamos servicio juntos en muchas asignaciones; pero éramos más que colegas, éramos amigos íntimos… No había ninguna falla en su armadura; no había sombra de engaño en su alma; no había defecto en su carácter. El élder Wirthlin amaba al Señor con todo su corazón y su alma, y lo sirvió con todas sus fuerzas hasta el último día de su vida… Joseph amaba al Señor, y el Señor amaba a Joseph”.
Presidente Thomas S. Monson
Después de leer un artículo y el testimonio del élder Wirthlin (véase “Silent Night, Holy Night,” Church News, 29 de noviembre de 2008, págs. 8–9), el presidente Packer sugirió que la familia lo hiciera “imprimir de tal manera que los miembros de la familia Wirthlin que aún no hayan nacido lleguen a conocer a ese gran hombre que fue su abuelo y uno de los Apóstoles”.
Presidente Boyd K. Packer, Presidente del Quórum de los Doce Apóstoles
“Él y yo nos sentamos uno junto al otro en el sumo consejo [de una estaca]… Durante once años Joseph prestó servicio como consejero mío [en la presidencia de una estaca y en la superintendencia general de la Escuela Dominical]. Él cumplía bien toda asignación que recibiera… Entonces no imaginábamos que un día nos sentaríamos juntos en el Quórum de los Doce Apóstoles… Era un hombre que nunca trataba de ser el centro de atención. Personificaba las palabras del Maestro cuando dijo: ‘El que sea el mayor de vosotros, sea vuestro siervo’. Y ahora recibirá el cumplimiento de otra promesa del Señor: ‘…el que se humilla será enaltecido’ (Mateo 23:11–12).”
Élder Russell M. Nelson, del Quórum de los Doce Apóstoles
“Cuando contemplo el patrimonio que papá dejó a su familia y a la Iglesia, su humildad es lo que se destaca. Mi padre nunca se consideró una persona especial. Cuando el presidente Monson lo ordenó Apóstol, proféticamente le dijo: ‘Tu humildad te granjeará el cariño de la gente’. Y así ha sido”.
Joseph B. Wirthlin Jr.